# فیلیپ فن زانت
فیلیپ فن زانت (هلندی: Philip Van Zandt؛ ‏ ۴ اکتبر ۱۹۰۴ – ۱۵ فوریهٔ ۱۹۵۸) بازیگر اهل هلند بود. وی بین سال‌های ۱۹۲۷ تا ۱۹۵۸ میلادی فعالیت می‌کرد.
وی بازیگر فیلم‌هایی همچون همشهری کین، آوای جنگل و سربازان نیروی هوایی بوده است.